# براندي لاف
براندي لاف (29 مارس 1973) هي ممثلة إباحية أمريكية.تم اختيارها ضمن قائمة المشاهير في جوائز إيه في إن وجائزة إكس روكو.

## روابط خارجية
براندي لاف على موقع IMDb (الإنجليزية)
- براندي لاف على موقع قاعدة بيانات الفيلم (الإنجليزية)
- براندي لاف على موقع كينوبويسك (الروسية)